# مارك وود (موسيقي)
مارك وود (بالإنجليزية: Mark Wood)‏ هو موسيقي أمريكي، ولد في القرن العشرين.

## وصلات خارجية
- الموقع الرسمي
- مارك وود على موقع ميوزك برينز (الإنجليزية)
- مارك وود على موقع ديسكوغز (الإنجليزية)